# Colostygia
Colostygia là một chi bướm đêm thuộc họ Geometridae.

## Các loài
- Colostygia aptata (Hübner, 1813)
- Colostygia aqueata (Hübner, 1813)
- Colostygia austriacaria (Herrich-Schäffer, 1852)
- Colostygia corydalaria (Graeser, 1889)
- Colostygia cyrnea (Wehrli, 1925)
- Colostygia fitzi (Schawerda, 1914)
- Colostygia hilariata
- Colostygia kitschelti (Rebel, 1934)
- Colostygia kollariaria (Herrich-Schäffer, 1848)
- Colostygia laetaria (La Harpe, 1853)
- Colostygia multistrigaria – Mottled Gray (Haworth, 1809)
- Colostygia olivata – Beech-Green Carpet (Denis & Schiffermüller, 1775)
- Colostygia pectinataria – Green Carpet (Knoch, 1781)
- Colostygia pragmatica Viidalepp, 1988
- Colostygia puengeleri (Stertz, 1902)
- Colostygia sericeata (Schwingenschuss, 1926)
- Colostygia stilpna (Prout, 1924)
- Colostygia tempestaria (Herrich-Schäffer, 1852)
- Colostygia turbata (Hübner, 1799)
- Colostygia wolfschlaegerae (Pinker, 1953)
- Colostygia zaprjagaevi Viidalepp, 1988

## Hình ảnh

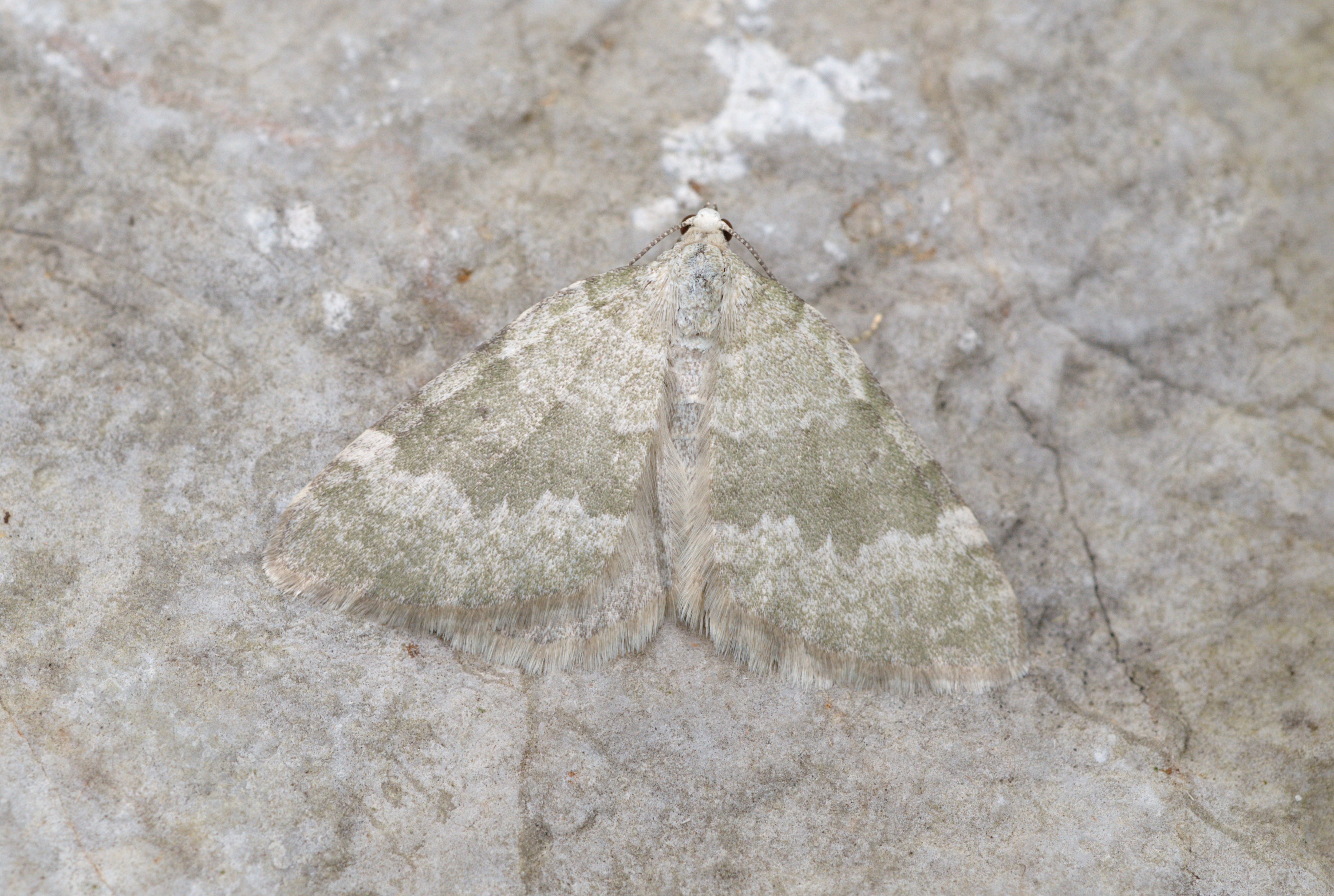
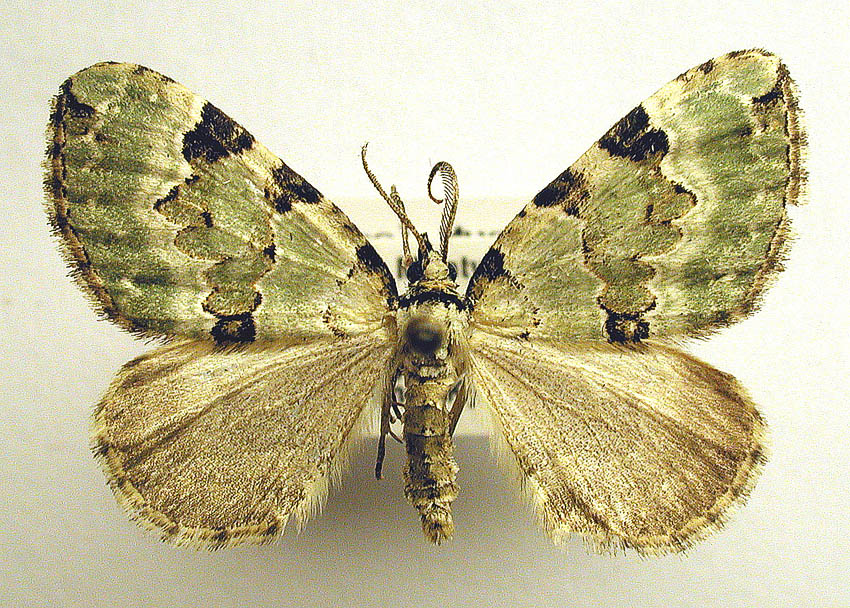